# Holzjihorn
Holzjihorn är en bergstopp i Schweiz.   Den ligger i distriktet Goms och kantonen Valais, i den södra delen av landet, 90 km sydost om huvudstaden Bern. Toppen på Holzjihorn är 2 987 meter över havet, eller 105 meter över den omgivande terrängen. Bredden vid basen är 0,66 km.
Terrängen runt Holzjihorn är bergig åt nordväst, men åt sydost är den kuperad. Runt Holzjihorn är det glesbefolkat, med 8 invånare per kvadratkilometer.. Närmaste större samhälle är Fiesch, 8,7 km väster om Holzjihorn. 
Trakten runt Holzjihorn består i huvudsak av gräsmarker.